# Millersville (Pennsylvanie)
Pour les articles homonymes, voir Millersville.
Millersville est un borough situé au centre du comté de Lancaster, en Pennsylvanie, aux États-Unis,. En 2010, il comptait une population de 8 168 habitants, estimée au 1er juillet 2020 à 8 663 habitants. Le borough est incorporé en 1932.

## Démographie
Lors du recensement de 2010, le borough comptait une population de 8 168 habitants. Elle est estimée, en 2020, à 8 663 habitants.

### Source de la traduction
- (en) Cet article est partiellement ou en totalité issu de l’article de Wikipédia en anglais intitulé « Millersville, Pennsylvania » (voir la liste des auteurs).